# وزارة المالية (بالاو)
وزارة المالية هي وكالة حكومية في بالاو، مسؤولة عن السياسات المالية العامة في البلاد. تقع الوزارة في العاصمة نغيرولمود. وتشمل رؤية الوزارة تعزيز إنتاجية الخدمات الحكومية، والنمو الاقتصادي. توظف الوزارة حوالي 11 إلى 50 شخصًا. 
ويرأس الوزارة وزير المالية، وهو عضو في مجلس وزراء بالاو، ويتم ترشيحه من قبل رئيس بالاو ليحتاج إلى موافقة مجلس الشيوخ في بالاو. قبل إنشاء وزارة المالية، كانت هناك حقيبة وزارية لوزير الإدارة، الذي كان مسؤولاً أيضًا عن الخزانة.
الوزير الحالي هو كالب أودوي الابن، وذلك منذ فبراير 2021 م.

## فشل الترشيحات الوزارية
تم تعيين سيسيل الديبشيل وزيرا للمالية في يناير 2013، لكن التعيين لم يتم تأكيده من قبل مجلس الشيوخ.

## روابط خارجية
- وزارة التعليم (بالاو)